# Regé-Jean Page
Regé-Jean Page /ˈrɛɡeɪ ˈʒɒ̃ ˈpeɪdʒ/ (Londres, Anglaterra; el 24 de gener de 1988) és un actor anglès. Va començar la seva carrera als escenaris abans d'aconseguir papers a la televisió a la sèrie 10 de Waterloo Road (2015), la minisèrie Roots (2016) i el drama legal d'ABC For the People (2018-2019). El seu paper més destacat va arribar en la primera temporada del drama d'època de Netflix Bridgerton (2020), pel qual va guanyar el premi NAACP Image Award com a millor actor en una sèrie dramàtica i va ser nominat al premi Primetime Emmy com a millor actor principal en un drama. Sèrie. El febrer de 2021, Page va ser afegit en la llista 100 Next de la revista Time en la categoria de Fenòmens amb un perfil escrit per Shonda Rhimes.

## Primers anys
Page va néixer a Londres d'una mare zimbabuenca que era infermera i un pare anglès que era predicador. És el tercer de quatre fills i va formar part duna banda amb el seu germà. Va passar la seva infància a Harare, Zimbabwe, abans de tornar a Londres per cursar l'ensenyament secundari.
Després de tornar al Regne Unit, Page es va dedicar a la interpretació com a passatemps durant els dissabtes a l'escola. Anys més tard, quan estudiava enginyeria de so, va prendre classes al The National Youth Theatre, cosa que va canviar la seva trajectòria. Després de dos anys d'audicions, Page va ser acceptat al Drama Centre de Londres.

## Carrera

### 2014-2019: Primers treballs en televisió i cinema
Page va començar la seva carrera al teatre, apareixent a The The History Boys i El marxant de Venècia al costat de Jonathan Pryce. També va protagonitzar la darrera temporada de la sèrie dramàtica de la BBC Three, Waterloo Road, el 2015.
El 2016, Page va debutar als Estats Units interpretant el paper de Chicken George a la minisèrie de gran pressupost d'History Channel Arrels, un remake de la minisèrie de 1977 amb el mateix nom, basada en la novel·la d'Alex Haley de 1976, Roots: The Saga of an American Family. La sèrie i l'actuació de Page van rebre elogis de la crítica.
El 2017, va formar part del repartiment de la sèrie dramàtica legal produïda per Shonda Rhimes, For the People, que es va emetre el 2018. També aquell any, va aparèixer com el Capità Khora, un personatge secundari a la pel·lícula post-apocalíptica Mortal Engines.
El 2019, va ser elegit com Chico, un personatge secundari a la pel·lícula dramàtica Sylvie's Love (2020).

### 2020-present: Avenç professional i enfocament en la carrera cinematogràfica
A mitjans de 2019, Page va ser elegit per al paper principal masculí de la primera temporada del drama d'època Bridgerton, produït per Shonda Rhimes, en què interpreta Simon Basset, el duc de Hastings, pel qual va rebre una nominació als premis Primetime Emmy.
El 2022, Page protagonitzarà la propera pel·lícula d'acció i suspens de Netflix, The Grey Man, dirigida per Anthony i Joe Russo. El 2023, Page protagonitzarà Dungeons &amp; Dragons, basada en el joc del mateix nom i l'estrena del qual està previst per al 3 de març de 2023.
Page també s'ha compromès a protagonitzar el paper de Simon Templar al proper reinici de The Saint. També protagonitzarà una pel·lícula de suspens sense títol per a Netflix, escrita i dirigida per Noah Hawley. També serà productor executiu del projecte.

## Vida personal
El setembre de 2021, Page va fer la seva primera aparició pública amb la seva xicota, Emily Brown.

## Premis i nominacions
| Any  | Premi                                                       | Categoria                                                 | Treball                 | Resultat  | Ref.   |
| ---- | ----------------------------------------------------------- | --------------------------------------------------------- | ----------------------- | --------- | ------ |
| 2017 | Premis NAMIC Vision                                         | Millor actuació – Drama                                   | Arrels                  | Nominat   | [ 26 ] |
| 2021 | Premis Gold Derby TV                                        | Intèrpret innovador de l'any                              | Ell mateix              | Nominat   | [ 27 ] |
| 2021 | Premis IMDb STARmeter                                       | Breakout Star 2021                                        | Ell mateix              | Guanyador | [ 28 ] |
| 2021 | Premis Black Reel                                           | Millor actor convidat, sèrie de comèdia                   | Dissabte nit en directe | Nominat   | [ 29 ] |
| 2021 | Premis Black Reel                                           | Millor actor, sèrie dramàtica                             | Bridgerton              | Nominat   | [ 29 ] |
| 2021 | Premis de televisió de l'Associació de Crítics de Hollywood | Millor actor en sèrie en streaming, drama                 | Bridgerton              | Nominat   | [ 30 ] |
| 2021 | Premis MTV Movie &amp; TV                                   | Rendiment innovador                                       | Bridgerton              | Guanyador | [ 31 ] |
| 2021 | Premis MTV Movie &amp; TV                                   | Millor petó                                               | Bridgerton              | Nominat   | [ 31 ] |
| 2021 | Premis NAACP a la imatge                                    | Actor destacat en una sèrie dramàtica                     | Bridgerton              | Guanyador | [ 32 ] |
| 2021 | Premis Primetime Emmy                                       | Millor actor principal en una sèrie dramàtica             | Bridgerton              | Nominat   | [ 33 ] |
| 2021 | Premis Satèl·lit                                            | Millor actor - Sèrie de televisió dramàtica               | Bridgerton              | Nominat   | [ 34 ] |
| 2021 | Premis del Gremi d'Actors de Pantalla                       | Millor actuació d'un actor masculí en una sèrie dramàtica | Bridgerton              | Nominat   | [ 35 ] |
| 2021 | Premis del Gremi d'Actors de Pantalla                       | Actuació destacada d'un conjunt en una sèrie dramàtica    | Bridgerton              | Nominat   | [ 35 ] |